# Nathon Allen
Pour les articles homonymes, voir Allen.
Nathon Allen, né le 28 octobre 1995 à Spanish Town, est un athlète jamaïcain, spécialiste du 400 mètres.

## Biographie
Il remporte la médaille de bronze du relais 4 × 400 m lors des championnats du monde juniors 2014. En 2016, il décroche la médaille d'argent du 4 × 400 m des Jeux olympiques, à Rio de Janeiro, en compagnie de Peter Matthews, Fitzroy Dunkley et Javon Francis.
Il descend pour la première fois de sa carrière sous les 45 secondes en établissant le temps de 44 s 52 le 13 mai 2017 à Columbia, en Caroline du Sud.
Il remporte la médaille d'argent du relais 4 × 400 m des championnats du monde 2022, à Eugene, derrière les États-Unis.

## Palmarès
| Date | Compétition                    | Lieu             | Résultat | Épreuve       | Temps         |
| ---- | ------------------------------ | ---------------- | -------- | ------------- | ------------- |
| 2014 | Championnats du monde juniors  | Eugene           | 3e       | 4 × 400 m     | 3 min 4 s 47  |
| 2016 | Championnats du monde en salle | Portland         | 4e       | 4 × 400 m     | —             |
| 2016 | Championnats NACAC espoirs     | San Salvador     | 1er      | 400 m         | 45 s 39       |
| 2016 | Championnats NACAC espoirs     | San Salvador     | 2e       | 4 × 400 m     | 3 min 4 s 11  |
| 2016 | Jeux olympiques                | Rio de Janeiro   | 2e       | 4 × 400 m     | 2 min 58 s 16 |
| 2017 | Championnats du monde          | Londres          | 5e       | 400 m         | 44 s 88       |
| 2019 | Relais mondiaux de l'IAAF      | Yokohama         | 2e       | 4 x 400 m     | 3 min 01 s 57 |
| 2019 | Ligue de diamant               | Ligue de diamant | 8e       | 400 m         | 46 s 17       |
| 2019 | Championnats du monde          | Doha             | 2e       | 4 x 400 mixte | 3 min 11 s 78 |
| 2022 | Championnats du monde          | Eugene           | 2e       | 4 × 400 m     | 2 min 58 s 58 |
| 2022 | Championnats NACAC             | Freeport         | 2e       | 400 m         | 45 s 04       |

## Records
| Épreuve | Performance | Lieu    | Date        |
| ------- | ----------- | ------- | ----------- |
| 400 m   | 44 s 19     | Londres | 6 août 2017 |